# Halbleiterindustrie

Export 2016

Die Halbleiterindustrie (ähnlich: Mikroelektronikindustrie oder auch Chipindustrie) ist ein spezialisierter Bereich der Elektroindustrie. Die Unternehmen dieses Wirtschaftszweigs sind im Bereich der Herstellung und des Vertriebes von auf Halbleitern basierenden elektrische Bauelementen und Baugruppen tätig, das heißt sowohl Hersteller derartiger Produkte, auch Halbleiterhersteller genannt, als auch Zulieferer für das Halbleitermaterial oder spezielle Produktionsanlagen, wie etwa Fotolithografie-Anlagen. Die Solarindustrie bzw. Photovoltaik wird generell nicht zur Halbleiterindustrie gezählt, bedient sich jedoch vornehmlich an den Technologien und Material (Silizium).

## Produkte
Typische Produkte der Halbleiterindustrie sind sowohl diskrete Halbleiterbauelemente, wie Dioden, Transistoren, Thyristoren oder Leuchtdioden, als auch komplexere mikroelektronische Erzeugnisse, wie Halbleiterspeicher und integrierte Schaltkreise (ICs). Des Weiteren zählen mikrosystemtechnische Bauelemente und -gruppen (MEMS), Opto-Elektronische Geräte usw. zu den Produkten der Halbleiterindustrie.
Geräte und Maschinen aus der Halbleiter-Zulieferindustrie umfassen z. B. Produktions- und Prozessanlage (Reinraum-Technologie, Lithographie usw.), siehe die Beispiele unter Zweige.

## Geschichte
Die Halbleiterindustrie begann spätestens mit Erfindungen wie dem Transistor groß zu werden. Schlüsselerfindungen (Technologien) wie CMOS oder Flashspeicher ermöglichen bis heute den weltweiten Erfolg der Produkte, welche in alle Bereiche der Technik und des Lebens hineinreichen. In der ehem. DDR galt das Zentrum Mikroelektronik Dresden (ZMD) als Zentrum der dortigen Aktivitäten und Vorreiter des heutigen Wirtschaftsraums „Silicon Saxony“. Bis 1989 war das VEB Halbleiterwerk Frankfurt (Oder) der größte Halbleiterproduzent der DDR. In der BRD war neben Siemens auch Intermetall sehr früh in das Geschäft mit Halbleitern eingestiegen. In den USA waren das Bell Telephone Laboratory, die Fairchild Semiconductor Corporation, IBM und andere Unternehmen an der Geburtsstunde der Halbleiterindustrie beteiligt. Das Silicon Valley hat seinen Ursprung in der 391 San Antonio Road. Entscheidend für den Erfolg und die hohen Wachstumsraten war u. a. das Fabless/Foundry-Geschäftsmodell. Ein Meilenstein in der deutschen Halbleiterindustrie war z. B. die Ausgliederung 1999 von Siemens Halbleiter zu Infineon. Die Halbleiterindustrie durchläuft seit jeher Änderungen bei den Größen der Wafer, wobei der Übergang zu 300 mm der wohl Größte (technologisch und Kosten) bis dato ist.
Die Halbleiterindustrie bedient nahezu alle Märkte. Auch in erfolgreichen Wirtschaftszweigen kann es jedoch zu Krisen kommen.
Im September 2023 schmiedeten 27 Regionen aus zwölf EU-Mitgliedsstaaten eine Halbleiterallianz.

## Wirtschaft

### Branchenverbände und Andere
Zu den nationalen oder internationalen Vereinigungen und Verbänden zählen:
- IEEE Electron Devices Society (EDS)
- Semiconductor Industry Association (SIA), USA
- Semiconductor Equipment and Materials International (SEMI), Intl.
  - Die Europäische Vertretung ist die European Semiconductor Industry Association (ESIA)

- Fraunhofer-Verbund Mikroelektronik[15]
- Silicon Saxony
- VDI/VDE Gesellschaft Mikroelektronik, Mikrosystem- und Feinwerktechnik (GMM)
- Verband der Elektro- und Digitalindustrie (ZVEI) Fachverband Electronic Components and Systems[16]

### Kennzahlen
Die Halbleiterindustrie ist eine Großindustrie. Die Gesamtumsätze aus Sicht der Vertreter der Industrie (Semiconductor Industry Association und World Semiconductor Trade Statistics) beliefen sich 2021 auf Rekordniveau. Es wurden 2021 ca. 1,15 Billionen Halbleiter im Wert von 555,9 Milliarden US-Dollar verkauft, beides sind neue Rekordwerte. Zum Vergleich im Jahr 1999 lag der Wert noch bei 149,4 Milliarden US-Dollar. 1982 lag der Wert bei 14,7 Milliarden US-Dollar. Analysten sagen eine „Billionen-Dollar-Industrie“ bis im Jahr 2030 voraus. Experten ordnen die Ausgaben für die Chip-Herstellung in Europa in den Jahren 2020 und 2021 auf unter 4 % zu den weltweiten Gesamtausgaben ein.
In Deutschland arbeiten (Stand 2023) insgesamt 70.000 Menschen im Silicon Saxony. Es werden rund 2.500 Unternehmen der Mikroelektronik zugeordnet.
In den USA sind nach Angaben der Semiconductor Industry Association (SIA) und dem Beratungsunternehmen Oxford Economics (Stand 2021) mehr als 277.000 Menschen direkt in der Branche tätig und 1,6 Millionen zusätzliche Arbeitsplätze wirken unterstützend. Die Halbleiterindustrie kreiert insgesamt über 26,5 Mio. sog. „Downstream Jobs“ in anderen Branchen wie der Computertechnologie, Telekommunikation usw.
Auch lassen die Zahlen der Patentanmeldungen einen Einblick in die Halbleiterindustrie zu.
Zwischen 2012 und 2021 vervielfachte sich das Abfallaufkommen sowie die gefährlichen Abfälle der Foundry-Zweige der Branche. Dagegen wird die Versorgung mit erneuerbaren Energien als bisher relevantester Faktor zur Reduktion von Umweltbelastungen und CO2-Emissionen erachtet.

### Zweige
Man unterscheidet bzw. ordnet die Unternehmen verschiedenen Bereichen und Branchen zu.
Bekannte Unternehmen wie Intel, Samsung etc. werden zu den Halbleiterherstellern gezählt. Die Unternehmen haben teils Fokus auf Produktion oder Produkte bzw. Systeme und auch F&E.
Des Weiteren sind die Halbleiterhersteller verknüpft mit einer auf Halbleiter spezialisierten Zulieferindustrie. Dazu zählen auch Electronic Design Automation Software-Hersteller. Beispiele sind die Firmen Applied Materials, ASML, Lam Research usw. oder EDA-seitig die Unternehmen Siemens EDA (Mentor), Cadence oder Synopsys. Ebenfalls hat sich eine Industrie aufbauend auf der Vakuumtechnik entwickelt, welche Produkte, Anlagen und Systeme für die Halbleiterindustrie bereitstellt.
Für Back-end, SiP, Packaging, Assembly, Testing, Produkte, Systeme usw. sind häufig Unternehmen aus dem Bereich Electronic Manufacturing Service (EMS) tätig. Beispiele sind die taiwanesische ASE Group oder SPIL.
Hochreine, monokristalline Silizium-Wafer gelten als das Ausgangsprodukt der Halbleitertechnologie. Hierfür existieren eigene Hersteller, siehe die Liste der Siliziumhersteller.

### Fachartikel
- Corey Richard: The Semiconductor Industry – Past, Present, and Future. In: Understanding Semiconductors. Apress, Berkeley, CA 2023, ISBN 978-1-4842-8846-7, S. 175–210, doi:10.1007/978-1-4842-8847-4_9 (englisch).
- Apek Mulay: An Engagement with Semiconductor Industry Thought Leaders about the Future of the Semiconductor Industry. In: Sustaining Moore’s Law (= Synthesis Lectures on Emerging Engineering Technologies). Springer International Publishing, Cham 2016, ISBN 978-3-03100897-9, S. 81–90, doi:10.1007/978-3-031-02025-4_12 (englisch).
- Stephan Lehmann: Das Ruder jetzt noch rumreißen. In: ATZelektronik. Band 10, S7, September 2015, S. 70–75, doi:10.1007/s35658-015-0582-1.
- Sebastian Luber: Quantum Advantage für Europa? In: Digitale Welt. Band 5, Nr. 2, April 2021, S. 80–84, doi:10.1007/s42354-021-0343-7.
- Markus Schöttle: Neues Rollenverständnis der Chip-Hersteller: Halbleiter. In: ATZelektronik. Band 12, Nr. 6, Dezember 2017, S. 14–15, doi:10.1007/s35658-017-0100-8.
- Judy Meiksin: US “CHIPS and Science Act” gives semiconductor R&D and industry a multibillion dollar boost. In: MRS Bulletin. Band 47, Nr. 9, September 2022, S. 890–892, doi:10.1557/s43577-022-00409-z (englisch).

### Fachbücher (Ökonomie)
- Chris Miller: Chip War: The Fight for the World’s Most Critical Technology. Simon & Schuster, London 2022, ISBN 978-1-3985-0410-3.
- Richard N. Langlois, Thomas Pugel, Carmela S. Haklisch, Richard R. Nelson, William Egelhoff: Microelectronics: An Industry in Transition. Routledge, Abingdon, Oxon 2018, ISBN 978-1-351-17592-0 (englisch, taylorfrancis.com).
- Peter Swann, Jas Gill: Corporate Vision and Rapid Technological Change: The Evolution of Market Structure. Routledge, London 1993, ISBN 978-0-203-02070-8 (englisch).